# Megarcys watertoni
Megarcys watertoni är en bäcksländeart som först beskrevs av William Edwin Ricker 1952.  Megarcys watertoni ingår i släktet Megarcys och familjen rovbäcksländor. Inga underarter finns listade i Catalogue of Life.